# Museo della guerra (Atene)
Il Museo della guerra di Atene (greco: Πολεμικό Μουσείο), fondato il 18 luglio del 1975, è il museo delle forze armate greche. Il suo scopo è la mostra di manufatti, armi e le relative ricerche nella storia della guerra. Si ripercorre la storia della guerra in tutte le età. Le collezioni del museo comprendono la raccolta del dell'esercito greco, con reperti provenienti da altre civiltà come la Cina e il Giappone. Nel 1964 lo Stato ellenico ha deciso di fondare il Museo della guerra, volendo onorare tutti coloro che hanno combattuto per la Grecia e la sua libertà. Il progetto del museo è stato effettuato da un team di scienziati illustri, guidati dal professor Thoukidides Valentis dell'Università Tecnica Nazionale di Atene (NTUA). Il 18 luglio 1975 il presidente della Repubblica Kōnstantinos Tsatsos e il ministro della Difesa nazionale Evangelos Averoff-Tositsas hanno inaugurato il museo. Le varie attività includono la pubblicazione di libri, la creazione e la manutenzione di monumenti e memoriali e l'aiuto ai servizi e agenzie in tutta la Grecia. Gli spazi espositivi del museo sono distribuiti su quattro livelli (piani).
Il Museo della guerra ha stabilito altre sedi del museo alle città di Nauplia (Peloponneso) (1988), La Canea (Creta) (1995), Tripoli (Peloponneso) (1997) e Salonicco (2000). Dopo la costruzione del Museo della Hellenic Air Force, alcuni aerei sono stati portati in questo museo.